# Luca Covili
Luca Covili (Pavullo nel Frignano, 10 februari 1997) is een Italiaans wielrenner die anno 2021 rijdt voor Bardiani-CSF-Faizanè.

## Carrière
In april 2017 werd Covili dertiende in de Gran Premio Palio del Recioto, waar winnaar Neilson Powless een minuut een veertig seconden eerder over de finish was gekomen. Na een zestiende plaats in het eindklassement van de Grote Prijs Priessnitz spa en een zeventiende plaats in dat van de Ronde van Italië voor beloften stond Covili in juli aan de start van de Ronde van de Aostavallei. Door zijn achtste plaats in de derde etappe steeg hij van de elfde naar de zesde plaats in het algemeen klassement. In de laatste etappe, de door zijn landgenoot Alessandro Fedeli gewonnen bergrit naar Valgrisenche, werd Covili vijftiende. Daarmee stelde hij zijn zesde plaats in het eindklassement, op zevenenhalve minuut van winnaar Pavel Sivakov, veilig. Aan het eind van dat jaar mocht hij stage lopen bij Amore & Vita-Selle SMP presented by Fondriest.
In 2019 werd Covili prof bij Bardiani CSF. In zijn eerste seizoen bij de ploeg mocht hij deelnemen aan de Ronde van Italië, waar hij de op drie na jongste deelnemer was. Een veertiende plek in de door Cesare Benedetti gewonnen twaalde etappe was zijn beste resultaat in de ronde, die hij afsloot op plek 84.

## Resultaten in voornaamste wedstrijden
| Jaar | Ronde van Italië | Ronde van Frankrijk | Ronde van Spanje |
| ---- | ---------------- | ------------------- | ---------------- |
| 2019 | 84e              |                     |                  |
| 2020 | buiten tijd      |                     |                  |
| 2021 |                  |                     |                  |
| 2022 | 24e              |                     |                  |
| 2023 | opgave           |                     |                  |
| 2024 | 18e              |                     |                  |
| 2025 | 70e              |                     |                  |

| Jaar | Milaan-San Remo | Ronde van Lombardije |
| ---- | --------------- | -------------------- |
| 2019 |                 | 101e                 |
| 2020 |                 | 68e                  |
| 2021 |                 | 79e                  |
| 2022 | 82e             | 83e                  |
| 2023 |                 | 55e                  |
| 2024 |                 | 52e                  |
| 2025 |                 |                      |

## Ploegen
- 2017 –  Amore & Vita-Selle SMP presented by Fondriest (stagiair vanaf 1-8)
- 2019 –  Bardiani CSF
- 2020 –  Bardiani-CSF-Faizanè
- 2021 –  Bardiani-CSF-Faizanè
- 2022 –  Bardiani-CSF-Faizanè
- 2023 –  Green Project-Bardiani-CSF-Faizanè
- 2024 –  VF Group-Bardiani CSF-Faizanè
- 2025 –  VF Group-Bardiani CSF-Faizanè

Banushi · Bernardinetti · Celano · Elorza · Ficara · Galarreta · Grembi · Halilaj · Jovtsjev · Martins · Miralles · Mukaj · Sufa · Velia · Zamparella · Zmorka · Covili (stagiair) · Mancini (stagiair)
Albanese · Barbin · Bresciani · Carboni · Covili · Guardini · Maestri · Maronese · Orsini · Pessot · Romano · Rota · Savini · Senni · Simion · Tonelli · Wackermann
Battaglin · Bonillo · Cañaveral · Colnaghi · Covili · El Gouzi · Fiorelli · Gabburo · Marcellusi · Martinelli · Mazzucco · Modolo · Mulubrhan (vanaf 21/4) · Nieri · Pellizzari · Pinarello · Rastelli · Santaromita · Tarozzi · Tolio · Tonelli · Trainini (tot 5/4) · Visconti (tot9/3) · Zana · Zanoncello · Zoccarato · Magli (stagiair)
Bonillo · Colnaghi · Conforti · Covili · El Gouzi · Fiorelli · Gabburo · Lucca · Magli · Marcellusi · Martinelli ·  Mulubrhan · Nieri · Paletti · Pellizzari · Petrucci (tot 9/2) · Pinarello · Rastelli · Santaromita · Scalco · Scott (tot 20/7) · Tarozzi · Tolio · Tonelli · Zanoncello · Zoccarato · Cadena (stagiair) · Cavallo (stagiair) · Rojas (stagiair)
Biagini · Colnaghi · Conforti · Covili · Fiorelli · Gabburo · Lucca · Magli · Marcellusi · Martinelli · Paletti · Pellizzari · Pinarello · Pinazzi · Pozzovivo (vanaf 25/2) · Rojas · Scalco · Tarozzi · Tolio · Tonelli · Turconi · Zanoncello · Zoccarato